# ترمواسیدوفیل
ترمواسیدوفیل (به انگلیسی: Thermoacidophiles) در فرمانروباکتری‌ها قرار دارند .
در محیط‌های اسیدی زندگی می‌کنند، می‌توانند دماهای بالا را تحمل کنند ٫ به گوگرد نیاز دارند و اغلب هوازی هستند.